# Affalterbach
Affalterbach è un comune tedesco di 4 485 abitanti, situato nel land del Baden-Württemberg.
È noto per ospitare lo stabilimento della casa automobilistica Mercedes-AMG.